# Ferdinand Vilhelm af Württemberg-Neuenstadt
Ferdinand Vilhelm, hertug af Württemberg-Neuenstadt (født 12. september 1659 i Neuenstadt an der Linde, død 7. juni 1701 i Sluis) var en tysk officer, broder til hertug Carl Rudolph af Württemberg-Neuenstadt.

## Tilknytning til Danmark under Den Skånske Krig og deltagelse i Tyrkerkrigen
Ligesom brødrene fik Ferdinand Vilhelm en omhyggelig opdragelse, sendtes tidligt på rejser og besøgte 1671 sammen med sin ældste broder — under navnet "baron von Hellenstein" — også København. 1678 fulgte han som volontær felttoget i Skåne, blev samme år 2. oberstløjtnant ved Garden til Fods og 1682 dennes chef. 1683 fulgte han med på hertugen af Lothringens tog mod tyrkerne til Wiens undsætning og deltog indtil 1687 med udmærkelse i kampene i Ungarn, hvorved han blev hårdt såret ved Neuhäusel. Han betragtede vedblivende Christian V som sin egentlige krigsherre, Danmark som sit hjemland og førtes som chef for Livgarden. I en stadig brevveksling med kongen og overkrigssekretæren viste han sig som en interesseret og skarp iagttager af forholdene overalt, hvor han kom. 1687 blev han dansk generalløjtnant. Da Christian V 1689 trak en hærafdeling sammen mod Hamborg, fik Ferdinand Vilhelm kommandoen under hertugen af Plön (Johan Adolphs) overledelse. Til krig kom det ikke, men Ferdinand Vilhelm fik rigeligt arbejde med at mægle mellem de andre, indbyrdes højst ufordragelige generaler. Han tilrådede energisk kongen at benytte lejligheden til med væbnet hånd at gøre ende på stridighederne med hertugen af Gottorp; men hertil var tiden endnu ikke moden.

## I Irland og Flandern
Over det hjælpekorps, som fra 1689 udlejedes til Vilhelm III, fik Ferdinand Vilhelm kommandoen og deltog i kampene i Irland som fører af forskellige hærafdelinger, hvori større eller mindre dele af det danske korps indgik. 1692 førte han som dansk general af infanteriet sit korps til Flandern, hvor han samme år deltog i kampen ved Steenkerke, 1693 ved Neerwinden, hvor han bl.a. havde alle de danske afdelinger under sin kommando, og 1695 i belejringen af Namur. Ved efterretningen om, at fransk landgang i England truede, førte han 1696 et korps over til England, men kort efter atter tilbage til Flandern, hvor krigen sluttede 1697.

## Dobbelttjeneste under Den Store Nordiske Krig
Fra samme år til 1699 havde Ferdinand Vilhelm kommandoen over et saksisk-polsk korps mod tyrkerne, uden at større kampe fandt sted. 1699 blev han dansk general til hest og til fods og general en chef for hæren i Danmark og Hertugdømmerne m.m. og var samtidig gået i hollandsk sold, så at han snart opholdt sig i Danmark, snart i Holland. Dobbeltstillingen som general på samme tid i to staters hære var dengang ikke helt ualmindelig; men meget ejendommeligt var det dog, at samtidig med, at Ferdinand Vilhelm 1700 i Holsten stod i felten mod Hollands allierede, bombarderede den hollandske flåde — om end ret uskadeligt — København.
At hans ophold i Holland i politisk henseende var til gavn for Danmark, er utvivlsomt. Da Frederik IV vinteren 1699—1700 trak tropper sammen i Hertugdømmerne mod Gottorp, blev Ferdinand Vilhelm overgeneral. Han nærede hverken tvivl om sine feltherreevner eller om den ham betroede hærs dygtighed; men han skønnede, at de politiske forhold var hans krigsherre meget ugunstige, og kong Frederiks almindelige utilbøjelighed til at tilstå sine generaler den fornødne handlefrihed medførte, at den gunstigste årstid til angreb på de gottorpske lande samt det gunstigste tidspunkt til indgriben, inden de allierede modstandere syd fra nåede fuld styrke, hengik, inden angrebet satte ind, og det gik hurtigt i stå. Samtidig gik Karl XII i land på Sjælland, og de allierede flåder lagde sig ud for København.

## Reformator af den danske hær
Uden at Ferdinand Vilhelm havde haft lejlighed til at vise feltherreevner i største stil, havde han overalt vist sig som en klog og energisk fører, og hans personlige mod, tapperhed og hæderlighed var almindelig anerkendt. I sine sidste år kom han til på afgørende vis at gribe ind i den danske nationale hærs udvikling. Da han længe havde forudset en ikke fjern krigersk afgørelse af forholdet til Gottorp og Sverige, havde han 1697 rådet Christian V til særlige anstalter til at sikre bevaringen af det krigserfarne personel fra felttogene i Flandern m. m. til støtte ved oprettelse af udskrevne afdelinger. Ved troppesammendragningen i Hertugdømmerne 1699 fremsatte han forslag om, at "Nationalregimenterne til Fods oprettedes ligesom tidligere", nærmest til brug som besætningstropper i fæstningerne, og han formulerede sine tanker herom. Efter afslutningen af krigen 1700 udarbejdede han et udførligt forslag, hvori han påviste, at den stående, hvervede hær ikke var tilstrækkelig til at danne både feltkorps og besætningstropper, men burde støttes af en landmilits på ca. 14.000 mand. Det heri fremsatte blev i hovedsagen tiltrådt af den "Kommission udi Raadstuen", der befaledes nedsat 7. september 1700 med Ferdinand Vilhelm som præses, storkansler Reventlow, Konseillet og andre som medlemmer. Efter indgående drøftelser fremsatte dernæst kommissionen et forslag, der, sammen med hertugens eget, overgaves til et underudvalg til udarbejdelse af Projekt til en Forordning om en Landværns Militie Indretning. Efter at kongen nøje havde gennemarbejdet projektet, udstedtes de to vigtige forordninger af 19. februar 1701, der på væsentlige punkter hvilede på Ferdinand Vilhelms forslag. Ferdinand Vilhelm døde ugift under et ophold i Holland, hvor han, jævnsides med sin danske tjeneste, var guvernør i Sluis. Han er begravet i Neuenstadt an der Linde, hvor hans . I 1688 var han blevet blå ridder.